# Garmenjak Veli
Koordinati:   43°42′18″N, 15°27′30″E
Garmenjak Veli je nenaseljen otoček v Jadranskem morju. Pripada Hrvaški
Otoček leži v Narodnem parku Kornati južno od otoka Kornat med Oključem na vzhodu, ter Škuljem na severu in Kurbo Velo na severuvzhodu. Njegova površina je 0,133 km², dolžina obale meri 1,35 km. Najvišji vrh je v visok 56 mnm.